# Большухин, Василий Иванович
Василий Иванович Большухин (29 марта 1924, Ревда, Уральская область — 4 сентября 1988, Ревда, Свердловская область) — советский рабочий, герой Социалистического Труда (1966), мастер Среднеуральского медеплавильного завода Министерства цветной металлургии СССР, Свердловской области.

## Биография
Родился 29 марта 1924 года в городе Ревда Свердловской области.
Закончив ремесленное училище, поступил на Среднеуральский медеплавильный завод.
С августа 1942 года был мобилизован в Красную Армию, был старшим сержантом подвижной артиллерийской мастерской Центральной группы войск. С 1943 года являлся командиром отделении стрелковой роты 3-го мотострелкового батальона 7-й гвардейской механизированной бригады, с 1945 года являлся командиром отделения роты автоматчиков 436-го стрелкового полка 155 стрелковой дивизии 2-го Украинского фронта.
После демобилизации, вернувшись на СУМЗ, в 1945—1986 годах был мастером отражательного передела, старшим мастером. В 1986 году вышел на пенсию.
Являлся членом КПСС, депутатом Ревдинского городского Совета депутатов трудящихся (шестого созыва) в 1957 году, депутатом Верховного Совета СССР 7 и 8 созывов, членом Президиума Верховного Совета СССР.
4 сентября 1988 года скончался, похоронен на городском кладбище Ревды.

## Память
19 июля 2013 года на здание № 5 по улице Спортивная города Ревды, где проживал Василий Иванович, установлена мемориальная доска с его именем.

## Награды
За свои достижения был награждён:
- 18.09.1943 — медаль «За боевые заслуги»;
- 19.01.1945 — орден Славы III степени;
- 18.05.1945 — «За отвагу»[3];
- 15.01.1953 — медаль «За трудовое отличие»;
- 06.04.1985 — орден Отечественной войны II степени[4];
- 20.05.1966 — звание Герой Социалистического Труда с вручением золотой медали Серп и Молот и ордена Ленина «за выдающиеся успехи, достигнутые в деле по развития цветной металлургии».
- звание «Почётный металлург»;
- звание «Заслуженный металлург РСФСР»;
- 25.08.1983 — звание «Почётный гражданин города Ревды» решением исполкома Ревдинского городского Совета народных депутатов № 438.